# Qàlat Najm
Qàlat Najm —àrab: قلعة نجم, qalʿat Najm— és una fortalesa al nord de Síria, a la vora de l'Eufrates (a la riba dreta del riu), que controlava a l'edat mitjana el camí entre Alep i Haran via Manbidj. En aquest punt l'Eufrates es podia travessar més fàcilment per l'existència de dues petites illes. En el mateix lloc hi podria haver hagut la Caeciliana dels Itineraris romans.
La regió fou conquerida pels àrabs el 636 i s'esmenta el pont sobre el riu. Les mencions més antigues de la fortalesa l'anomenen Djisr Manbidj. El pont sobre l'Eufrates fou reconstruït sota el califa Uthman. El nom Kalat Nadjm s'atribueix a un cap militar de nom Nadjm que hauria reconstruït la fortalesa el 912, i apareix consolidat al segle xii (generalment en la forma Kalat al-Nadjm). Durant les croada fou restaurat tres vegades per l'aiúbida adh-Dhàhir, fill de Saladí. En la invasió dels mongols d'Hulagu vers 1260, el bisbe d'Alep Bar Hebraeus va anar a aquest lloc a demanar la gràcia pels cristians i fou empresonat al castell. El 1820 fou refugi d'una tribu àrab rebel i la fortalesa fou conquerida pels otomans.